# سسک قبرسی
سسک قبرسی (نام علمی: Sylvia melanothorax) نام یک گونه از سرده سسک‌های نمادین است.